# マレーシア映画祭
マレーシア映画祭（マレーシアえいがさい、Festival Filem Malaysia）は、マレーシアで毎年開催されている映画祭である。
FINASやGAFIMが主催している。2007年、デジタル作品賞と外国語作品賞が新設された。2011年、ミシェル・ヨーに功労賞が贈られた。